# درس
درس (به آلمانی: Drees) یک شهر در آلمان است که در فولکانایفل واقع شده‌است. درس ۱۵۳ نفر جمعیت دارد.